# カラタフィーミ＝セジェスタ
カラタフィーミ＝セジェスタ（イタリア語: Calatafimi-Segesta）は、イタリア共和国シチリア州トラーパニ県にある人口約6,500人の基礎自治体（コムーネ）。

## 地理

### 位置・広がり
トラーパニ県東部のコムーネ。

#### 隣接コムーネ
隣接するコムーネは以下の通り。括弧内のPAはパレルモ県所属を示す。
- アルカモ
- ブゼート・パリッツォーロ
- カステッランマーレ・デル・ゴルフォ
- ジベッリーナ
- モンレアーレ (PA)
- サレーミ
- サンタ・ニンファ
- トラーパニ
- ヴィータ

## 歴史
コムーネの市域には古代ギリシアの都市セジェスタがある。
1860年5月15日、ジュゼッペ・ガリバルディ率いる兵がブルボン軍とカラタフィーミの戦いを行った。これが両シチリア王国征服における最初の勝利となる。